# Spathius zagreus
Spathius zagreus är en stekelart som beskrevs av Nixon 1943. Spathius zagreus ingår i släktet Spathius och familjen bracksteklar. Inga underarter finns listade i Catalogue of Life.